# Dariusz Kulesza (filolog)
Dariusz Jan Kulesza (ur. 1963) – polski filolog, literaturoznawca, dr hab. nauk humanistycznych, profesor nadzwyczajny i dyrektor Kolegium Literaturoznawstwa Wydziału Filologicznego Uniwersytetu w Białymstoku.

## Życiorys
W 1987 ukończył studia z zakresu  filologii polskiej na Uniwersytecie w Białymstoku, natomiast 18 listopada 1997 obronił pracę doktorską Dramaty chrześcijańskie Romana Brandstaettera i Jerzego Zawieyskiego, 25 listopada 2008 habilitował się na podstawie oceny dorobku naukowego i pracy zatytułowanej Dwie prawdy. Zofia Kossak i Tadeusz Borowski wobec obrazu wojny w polskiej prozie lat 1944–1948. 20 czerwca 2018 nadano mu tytuł profesora w zakresie nauk humanistycznych.
Objął funkcję profesora nadzwyczajnego, oraz dyrektora w Kolegium Literaturoznawstwa na Wydziale Filologicznego Uniwersytetu w Białymstoku.

## Publikacje
- 1994: Literatura i polityka. Kilka uwag o sposobach ocalania etyki przez estetykę: M. Nowakowski, T. Konwicki, J. Andrzejewski, J. Anderman, R. Kapuściński, J. Komolka[1]
- 2000: Szczęśliwie niespełnione nawrócenie. Kilka uwag o świętości i literaturze[1]
- 2010: Epopeja z drugiej ręki. Miłość na Krymie Sławomira Mrożka[1]
- 2010: Więcej niż cykl. Kilka uwag o twórczości Wiesława Myśliwskiego[1]
- 2012: To, co najważniejsze. Nie tylko o literackich przewagach Sokrata Janowicza[1]
- 2012: Ekstaza, manicheizm, arystokratyzm. O Świecie i o przełomie, którego nie było[1]